# Collegio elettorale di Nardò (Senato della Repubblica)
Il collegio di Nardò fu un collegio elettorale uninominale della Repubblica Italiana per l'elezione del Senato della Repubblica. Apparteneva alla circoscrizione Puglia e fu utilizzato per eleggere un senatore nella XII, XIII e XIV legislatura.
Venne istituito nel 1993 con la cosiddetta Legge Mattarella (Legge n. 276, Norme per l'elezione del Senato della Repubblica), attuata in seguito al referendum abrogativo del 1993. La legge istituì per la Camera dei deputati e per il Senato della Repubblica un sistema di elezione misto, in parte maggioritario e in parte proporzionale. Il 75% dei parlamentari dell'assemblea veniva eletto in collegi uninominali tramite sistema maggioritario a turno unico; il restante 25% al Senato veniva eletto tramite recupero proporzionale dei più votati non eletti attraverso un meccanismo di calcolo denominato "scorporo", cioè sottraendo dal conteggio dei voti totali di una lista nella parte proporzionale i voti ottenuti dai candidati collegati alla medesima lista che erano eletti nei collegi uninominali con il sistema maggioritario.
Il collegio venne abolito insieme a tutti gli altri che costituivano il Senato con la promulgazione della legge elettorale successiva, la cosiddetta Legge Calderoli. Questa prevedeva un sistema proporzionale con premio di maggioranza, che al Senato veniva attribuito a livello regionale.

## Territorio
Il collegio di Nardò era uno dei 16 collegi uninominali in cui era suddivisa la Puglia e, come previsto dal D.Lgs. del 20 dicembre 1993 n. 535, era interamente compreso nella provincia di Lecce e comprendeva i seguenti comuni: Aradeo, Calimera, Caprarica di Lecce, Carpignano Salentino, Castri di Lecce, Castrignano de' Greci, Collepasso, Copertino, Corigliano d'Otranto, Cursi, Cutrofiano, Galatina, Galatone, Gallipoli, Leverano, Maglie, Martano, Martignano, Melendugno, Melpignano, Nardò, Neviano, Porto Cesareo, Sannicola, Seclì, Sogliano Cavour, Soleto, Sternatia, Vernole e Zollino.

## Eletti
| Elezione | Elezione | Senatore              | Partito                 |
| -------- | -------- | --------------------- | ----------------------- |
|          | 1994     | Maria Rosaria Manieri | Progressisti (PSI/SI)   |
|          | 1996     | Maria Rosaria Manieri | L'Ulivo (SI/SDI)        |
|          | 2001     | Francesco Chirilli    | Casa delle Libertà (FI) |

## Dati elettorali

### XII legislatura
|                               | Maria Rosaria Manieri ✔️ Eletto   | Progressisti               | 47 734  | 35,02 |  |  |  |  |  |
|                               | Giuseppe Quarta                   | Polo del Buon Governo      | 41 505  | 30,45 |  |  |  |  |  |
|                               | Nicola Salvatore Borgia ✔️ Eletto | Patto per l'Italia         | 34 752  | 25,50 |  |  |  |  |  |
|                               | Giovanni Sicuro                   | Rinascita Salentina        | 5 308   | 3,89  |  |  |  |  |  |
|                               | Raimondo Marcello Valente         | Lista Pannella-Riformatori | 5 231   | 3,84  |  |  |  |  |  |
|                               | Vincenzo Devito                   | Lega d'Azione Meridionale  | 1 775   | 1,30  |  |  |  |  |  |
| Totale                        | Totale                            | Totale                     | 136 305 | 100   |  |  |  |  |  |
|                               |                                   |                            |         |       |  |  |  |  |  |
| Voti non validi               | Voti non validi                   | Voti non validi            | 19 851  | 12,71 |  |  |  |  |  |
| Votanti                       | Votanti                           | Votanti                    | 156 156 | 80,71 |  |  |  |  |  |
| Elettori                      | Elettori                          | Elettori                   | 193 468 |       |  |  |  |  |  |
|                               |                                   |                            |         |       |  |  |  |  |  |
| Data: 27-28 marzo 1994        |                                   |                            |         |       |  |  |  |  |  |
| Fonte: Ministero dell'interno |                                   |                            |         |       |  |  |  |  |  |

### XIII legislatura
|                               | Maria Rosaria Manieri ✔️ Eletta  | L'Ulivo                            | 66 512  | 48,67 |  |  |  |  |  |
|                               | Vincenzo Ruggero Manca ✔️ Eletto | Polo per le Libertà                | 60 636  | 44,37 |  |  |  |  |  |
|                               | Benito Vittorio Mongiò           | Movimento Sociale Fiamma Tricolore | 4 326   | 3,17  |  |  |  |  |  |
|                               | Terziano Esposito                | Lista Pannella-Sgarbi              | 2 114   | 1,55  |  |  |  |  |  |
|                               | Vito Michele Abbrescia           | Gruppo Indipendente Libertà        | 1 139   | 0,83  |  |  |  |  |  |
|                               | Maria Ciancio Serafino           | Rinnovamento                       | 1 041   | 0,76  |  |  |  |  |  |
|                               | Leonardo Fistetto                | Lega d'Azione Meridionale          | 887     | 0,65  |  |  |  |  |  |
| Totale                        | Totale                           | Totale                             | 136 655 | 100   |  |  |  |  |  |
|                               |                                  |                                    |         |       |  |  |  |  |  |
| Voti non validi               | Voti non validi                  | Voti non validi                    | 16 645  | 10,86 |  |  |  |  |  |
| Votanti                       | Votanti                          | Votanti                            | 153 300 | 77,64 |  |  |  |  |  |
| Elettori                      | Elettori                         | Elettori                           | 197 448 |       |  |  |  |  |  |
|                               |                                  |                                    |         |       |  |  |  |  |  |
| Data: 21 aprile 1996          |                                  |                                    |         |       |  |  |  |  |  |
| Fonte: Ministero dell'interno |                                  |                                    |         |       |  |  |  |  |  |

### XIV legislatura
|                               | Francesco Chirilli ✔️ Eletto    | Casa delle Libertà                          | 62 427  | 42,26 |  |  |  |  |  |
|                               | Maria Rosaria Manieri ✔️ Eletta | L'Ulivo                                     | 61 240  | 41,46 |  |  |  |  |  |
|                               | Carlo Madaro                    | Lista Di Pietro                             | 7 330   | 4,96  |  |  |  |  |  |
|                               | Giuseppe D'Oria                 | Democrazia Europea – Socialisti Autonomisti | 5 711   | 3,87  |  |  |  |  |  |
|                               | Apollonio Tundo                 | Partito della Rifondazione Comunista        | 4 853   | 3,29  |  |  |  |  |  |
|                               | Giuseppe Piccinni               | Fiamma Tricolore                            | 2 916   | 1,97  |  |  |  |  |  |
|                               | Giuseppe Napoli                 | Lista Pannella-Bonino                       | 1 504   | 1,02  |  |  |  |  |  |
|                               | Giuseppe Orlando                | Filograna Salento                           | 1 383   | 0,94  |  |  |  |  |  |
|                               | Cesare Colizzi                  | Lega d'Azione Meridionale                   | 356     | 0,24  |  |  |  |  |  |
| Totale                        | Totale                          | Totale                                      | 147 720 | 100   |  |  |  |  |  |
|                               |                                 |                                             |         |       |  |  |  |  |  |
| Voti non validi               | Voti non validi                 | Voti non validi                             | 16 812  | 10,22 |  |  |  |  |  |
| Votanti                       | Votanti                         | Votanti                                     | 164 532 | 78,31 |  |  |  |  |  |
| Elettori                      | Elettori                        | Elettori                                    | 210 116 |       |  |  |  |  |  |
|                               |                                 |                                             |         |       |  |  |  |  |  |
| Data: 13 maggio 2001          |                                 |                                             |         |       |  |  |  |  |  |
| Fonte: Ministero dell'interno |                                 |                                             |         |       |  |  |  |  |  |